# مارکا
مارکا، روزنامه‌ای ورزشی است که در کشور اسپانیا منتشر می‌شود. مطالب این روزنامه عمدتاً مرتبط به فوتبال است.
این روزنامه که در سال ۱۹۳۸ تأسیس شد، تا سال ۱۹۸۴، متعلق به گروه رکولتوس بود. هم‌اکنون آن‌ها با بیش از ۲٬۳۰۰٬۰۰۰ خواننده، پرخواننده‌ترین روزنامهٔ اسپانیا محسوب می‌شوند و بیش از نیمی از خوانندگان ورزشی این کشور را به خود اختصاص داده‌اند. مارکا به هواداری از باشگاه رئال‌مادرید مشهور است.
وبگاه مارکا در سال ۱۹۹۵ آغاز به کار کرد و در حال حاضر با بیش از ۳٬۱۱۶٬۳۸۴ بازدیدکننده در ماه، پربازدیدکننده‌ترین وبگاه ورزشی کشور اسپانیا محسوب می‌شود.
از فوریهٔ ۲۰۰۱ تا کنون، ایستگاه رادیویی ۲۴ ساعتهٔ مارکا با نام رادیو مارکا و در حوزهٔ ورزش مشغول فعالیت است.
مارکا در انتهای هر فصل فوتبال اسپانیا، جوایز مختلفی به بازیکنان لا لیگا و سگوندا دیویژن اهدا می‌کند که از جملهٔ آن‌ها می‌توان به جایزهٔ آلفردو دی استفانو، جایزهٔ پیچیچی و جایزهٔ ریکاردو زامورا اشاره کرد.